# Хурдуджі
Хурдуджі (рум. Hurdugi) — село у повіті Васлуй в Румунії. Адміністративний центр комуни Дімітріє-Кантемір.
Село розташоване на відстані 276 км на північний схід від Бухареста, 28 км на південний схід від Васлуя, 80 км на південний схід від Ясс, 120 км на північ від Галаца.

## Населення
За даними перепису населення 2002 року у селі проживали 774 особи, усі — румуни. Усі жителі села рідною мовою назвали румунську.